# PGC 27135
PGC 27135, auch ESO 373-8, ist eine Spiralgalaxie im Sternbild Luftpumpe am Südsternhimmel. Die Galaxie ist etwas mehr als 31 Millionen Lichtjahre von der Milchstraße entfernt. Zusammen mit neun ihrer galaktischen Nachbarn ist diese Galaxie Mitglied der NGC-2997-Gruppe.